# برج سوكار
برج سوكار في باكو هو أطول مبنى في أذربيجان والقوقاز. المبنى عبارة عن ناطحة سحاب، وهو مقر لشركة النفط الحكومية الأذربيجانية (SOCAR). بدأ البناء في عام 2010وتم الانتهاء منه في عام 2016. يقع في شارع حيدر علييف، وهو طريق سريع طويل يصل المطار الرئيسي بوسط مدينة باكو، ويظهر البرج في الطريق إلى وسط المدينة. يعتبر واحد من معالم العاصمة الأذربيجانية، جنباً إلى جنب مع أبراج اللهب وغيرها من الروائع المعمارية.

## التصميم
المبنى هو مثال واضح على العمارة فائقة التكنولوجيا. ويتكون من برجين ينحرفان حول بعضهما البعض أثناء صعودهما، ووفقًا لموقع "skyscraper.com"، «يبدو البرج الأقصر ظاهريًا وكأنه يريح رأسه على صدر البرج الأعلى. وتصل الأبراج العالية إلى علوها في ثقة وطمأنينة وطريقة مريحة». يبلغ ارتفاع البرج 209 مترًا (686 قدمًا) ويضم 42 طابقًا، ويغطي مساحة 12,000 مترًا مربعاً (130 ألف قدم مربع) ويوفر مساحة استخدام تبلغ 100,000 مترًا مربعًا (1,100,000 قدم مربع). المقر الرئيسي يضم مساحات مكتبية، ولكنه يحتوي أيضًا على مرافق مؤتمرات ورياضة، ودار ضيافة، ومساحات للتجزئة، ومنافذ للطعام.
ويستند تصميم المبنى على نظام مركب من الصلب البناء مع الجدران الخرسانية المسلحة. تم تصميم المبنى ليكون مقاومًا لسرعة الرياح التي تبلغ 190 كم/ ساعة (120 ميلاً في الساعة) وزلزال بلغت قوته تسع درجات بمقياس ريختر.
صمم برج سوكار شركة هيرم للعمارة والتخطيط، على أساس مفهوم «الرياح والنار»، وتم بناؤه من خلال الشركة التركية تيكفن للبناء والتركيب.

## المعرض

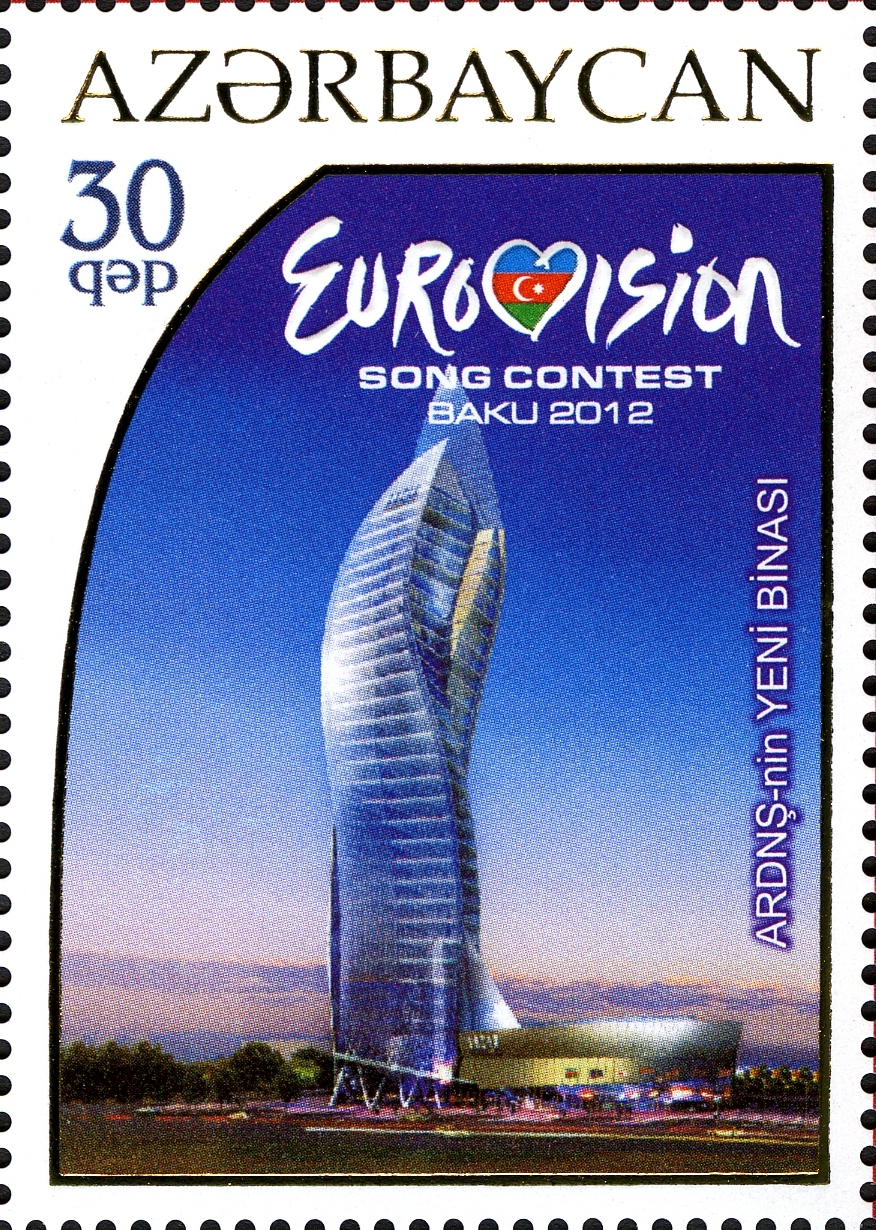
برج سوكار بطابع أذربيجاني
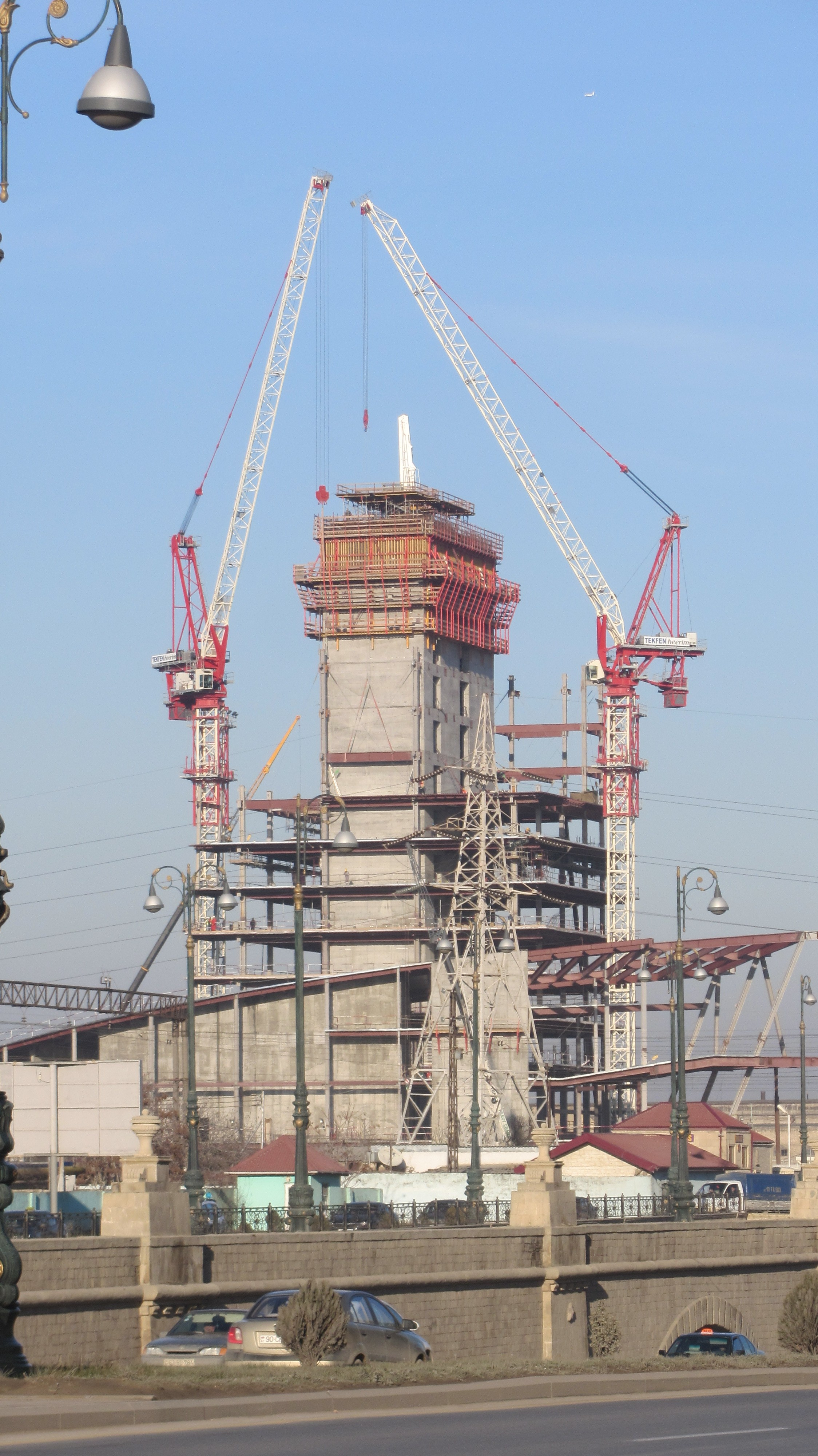
البناء في 12 يناير 2013؛ اللقطة الأولى
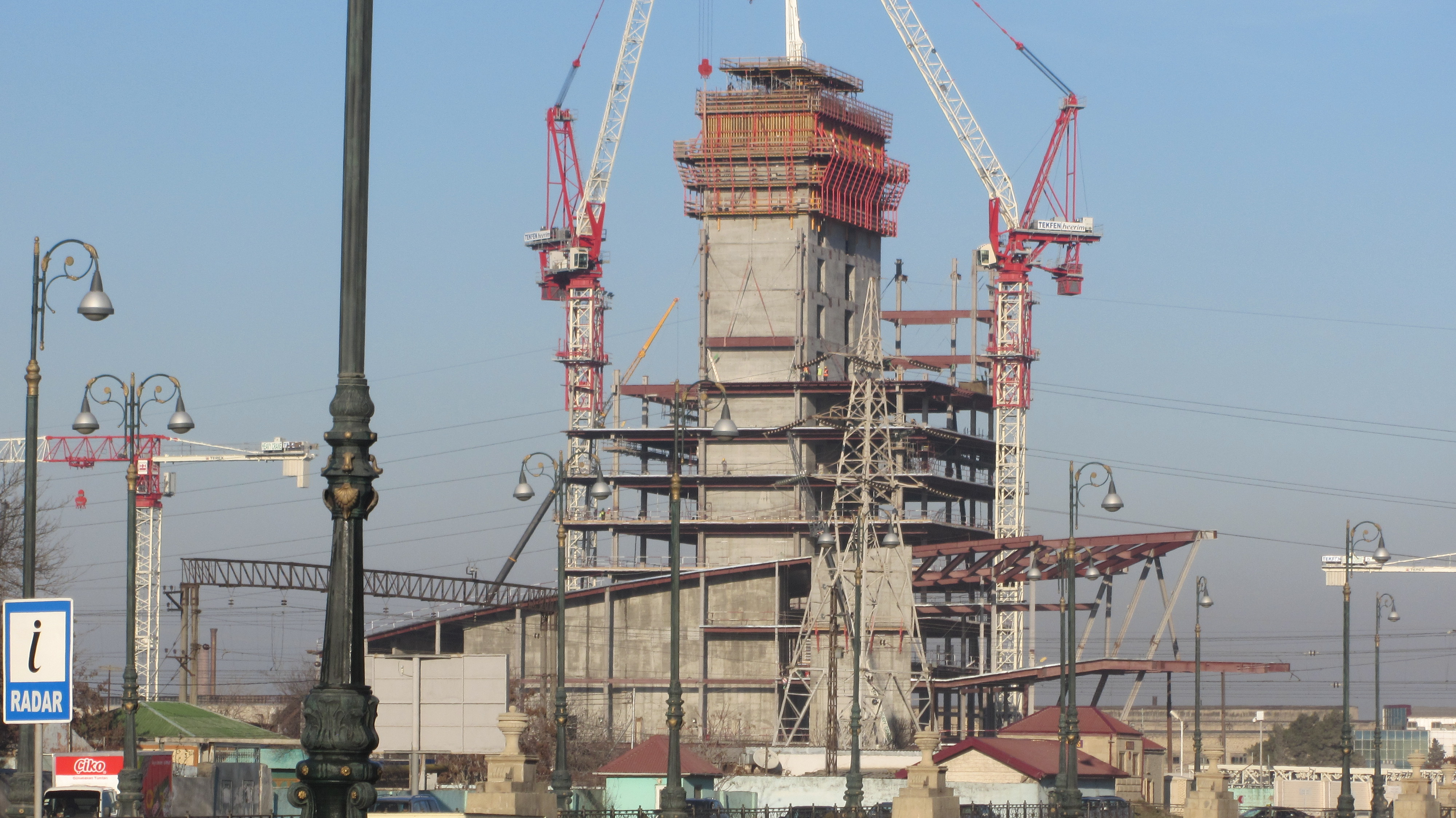
البناء في 12 يناير 2013؛ اللقطة الثانية
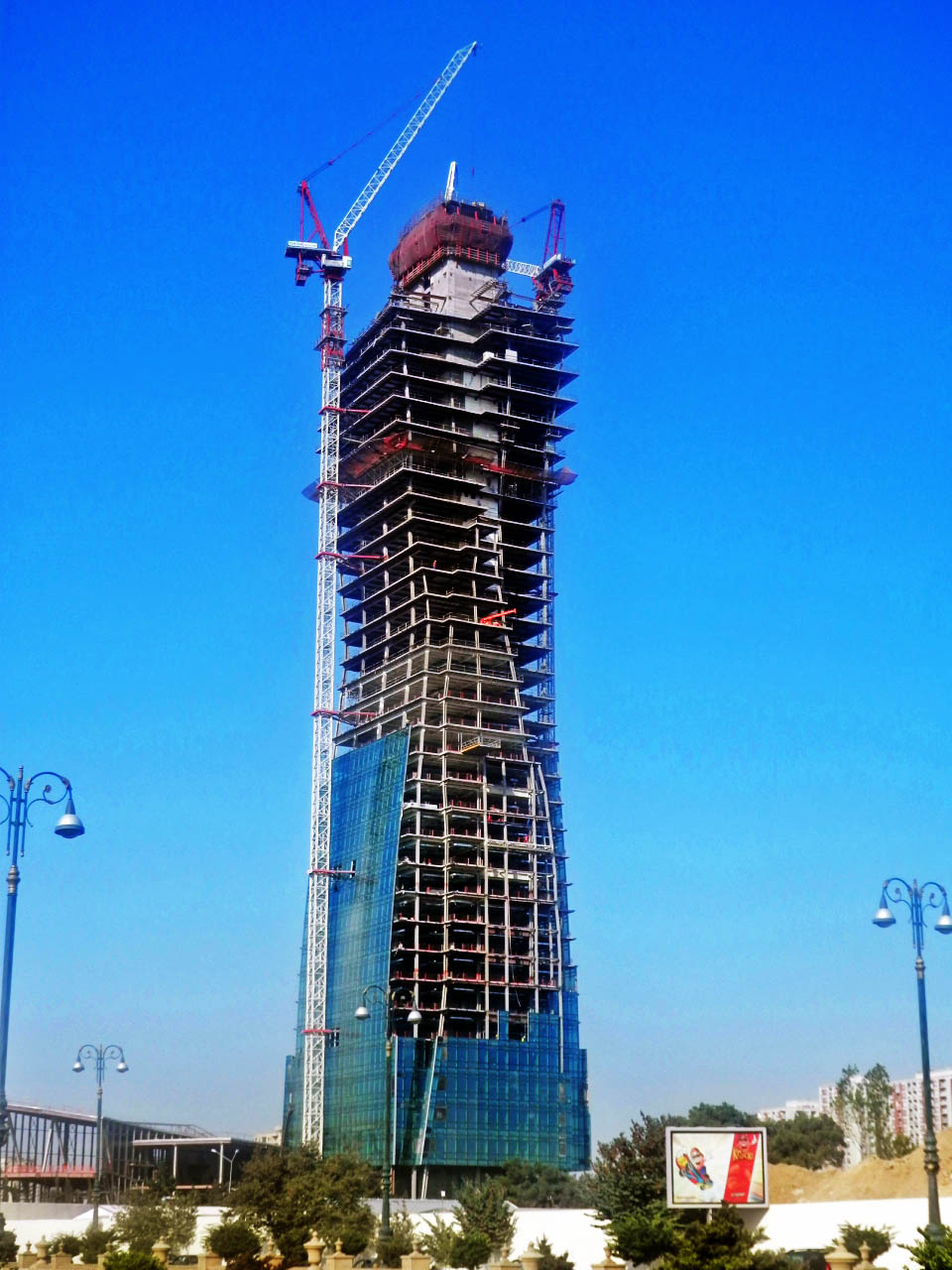
أغسطس 2013
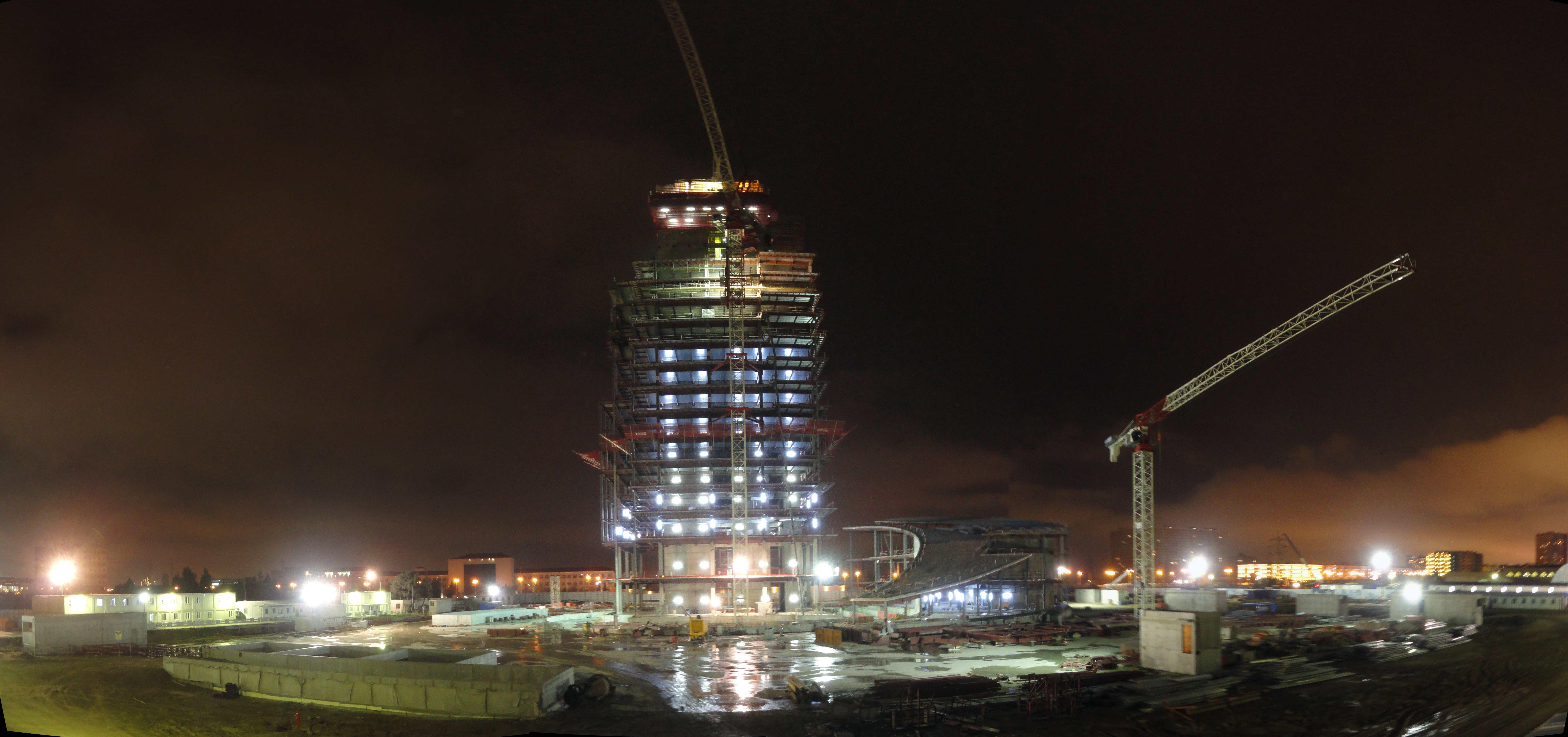
23 فبراير 2013: الطابق التاسع عشر من البناء الأساسي للخرسانة